# Ледоколы проекта 1105 «Капитан Чечкин»
Ледоколы проекта 1105 «Капита́н Че́чкин» — тип советских и российских ледоколов, построенных в 1977 году в Финляндии. Класс речного регистра — ЭМ (ледокол). Серия названа в честь уважаемого моряка, капитана, штурмана Михаила Алексеевича Чечкина.

## Описание проекта
Линейные ледоколы проекта 1105 относятся к типу «река-море», способны работать во льду толщиной до 1 метра. Оборудованы буксирным га́ком. Суда предназначены для работы в морских портах юга, запада и севера России. За период 1977—1978 гг. было построено 6 ледоколов проекта 1105. Судам присваивались названия в честь выдающихся советских капитанов. Ледоколы типа «Капитан Чечкин» эксплуатируются на Волге, Неве, Азовском море, в Финском заливе Балтийского моря.
Эксплуатирующие организации:
- Волжское пароходство,
- Северо-Западное пароходство,
- пароходство Волготанкер,
- морской порт Астрахань,
- морской порт Архангельск — «Капитан Чадаев» (Архангельский филиал ФГУП «Росморпорт»)[1][2],
- морской порт Ейск — «Капитан Крутов»[3].

Ледоколы используются для осуществления проводки караванов судов в условиях сложной ледовой обстановки, а также в качестве портовых ледоколов. Все шесть ледоколов в настоящее время находятся в эксплуатации.

### Фотогалереи и базы данных по приписке
- Список ледоколов проекта 1105, типа Капитан Чечкин.